# Johann Karl Rodbertus
Johann Karl Rodbertus (Greifswald, 12 agosto 1805 – Jagetzow, 6 dicembre 1875) è stato un economista tedesco.

## Biografia
Nella storia delle dottrine economiche Rodbertus è considerato un precursore di Karl Marx poiché le sue argomentazioni muovono da basi scientifiche staccandosi nettamente dalle concezioni dei socialisti utopisti.
Di orientamento nazionalista e monarchico, Rodbertus propugnò la instaurazione di un regime socialista nel quale lo Stato avrebbe dovuto fissare il prezzo del lavoro e dei beni di consumo ed istituire un sistema di scambi basato sull'emissione di buoni-salario e sul monopolio statale del commercio dei beni di consumo.
Fra le sue opere si ricordano Die Forderungen der arbeitenden Klasse (Le rivendicazioni della classe lavoratrice, del 1837) e Soziale Briefe an von Kirchmann (Lettere sociali a von Kirchmann, del 1850-1851).